# 지방도 제1112호선
지방도 제1112호선(비자림로)은 대한민국 제주특별자치도 제주시 구좌읍 평대리 평대초등학교앞 교차로와 봉개동 516도로 교차로를 잇는 대한민국 제주특별자치도의 지방도이다. 구좌읍 평대리 일대에 비자나무가 밀집해 자생하고 있어 비자림로라는 별칭이 붙여졌다.
1967년에 축산업용 도로를 만들고자 원시림을 베어내 비포장 도로를 만든 것이 시초이다. 1976년부터 일부 구간에 도로 포장이 시작되어 이때부터 관광도로로서의 역할을 하기 시작하였으며 1979년에 동부축산관광도로로 명명됨과 동시에 지방도로 지정되었다. 비자림로라는 명칭은 1985년에 붙여졌다.
이 도로는 기존의 도로를 개발한 것이 아니라 원시림을 베어내 새로 길을 냈기 때문에 길 양 옆으로 삼나무가 병풍처럼 펼쳐져 있다. 이러한 특성 때문에 2002년 당시 대한민국 건설교통부(지금의 국토교통부)는 '제1회 아름다운 도로' 대회에서 이 도로에 대상을 수여하였다.

## 역사
- 1960년 2월 22일: 지방도 지정[2]
- 1979년 4월 26일: 지방도 재정비로 종점이 북제주군 구좌면 송당리에서 제주시 봉개동으로 변경. 이에 따라 연장이 12km에서 27.3km로 늘어나면서 명칭을 '평대 ~ 송당선'에서 '동부축산관광도로'로 변경.[3]
- 1985년: 비자림로라는 명칭 부여
- 1990년 8월 22일: 도로명을 ‘비자림로’로 지정[4]
- 1995년 10월 5일: 지방도 노선 폐지 및 재지정[5]
- 2003년 4월 7일: 지방도 노선 폐지 및 재지정[6]

## 경유지
- 제주시
  - 구좌읍 평대초등학교 교차로 - 평대리 - 비자림입구 교차로 - 덕천입구 교차로 - 메이즈랜드 - 송당입구 교차로 - 송당사거리 - 송당리 - 대천 교차로 - 셰프라인월드
  - 조천읍 산굼부리 교차로 - 산굼부리 - 교래교 - 조천초등학교 교래분교 - 교래리 - 제주미니랜드 - 교래사거리 - 명도암입구 교차로 - 사려니숲길
  - 봉개동 사려니숲길 - 516도로 교차로

## 도로명
이 노선은 별도의 구간별 도로명은 존재하지 않으며 별칭인 '비자림로'를 전 구간에서 사용하고 있다.

## 주요 건물
- 교래보건진료소 (비자림로 652)
- 산굼부리 (비자림로 768)

## 문화
2001년 11월 15일에 발매된 god의 정규 앨범 《Chapter 4》의 수록곡 "길"의 뮤직비디오를 이 도로에서 촬영하였다.